# Фагиус, Пол
Пол Фагиус (англ. Paul Fagius, 1504—1549) — английский богослов, знаток еврейского языка; был профессором в Страсбурге, потом проповедником в Англии.
Ученик немецко-еврейского гуманиста Элии Левиты. Переводил его труды на латынь.
Через восемь лет после его смерти, во время католической реакции, королева Мария велела вырыть его тело и сжечь, но Елизавета реабилитировала его память в 1560 г.

## Сочинения
- «Sententiae vere elegantes, piae miraeque veterum Sapientium Hebraeorum in latinum versae» (1541)
- «Sententiae morales ordine alphabetico Ben Syrae, cum succin eto commentariolo» (1542)
- «Commendiaria isagoge in lingua hebraea» (1543)
- «Paraphrasis Onkeli chaldaica in Sacra Biblia ex chaldaeo in latinum versa» (1546).